# Julgamento de Páris
O julgamento de Páris é um evento e conto da mitologia grega onde encontra-se a origem para a Guerra de Troia. Segundo as narrativas gráficas e orais, Éris, deusa da discórdia, teria ficado irritada ao não ser convidada à uma festa no Olimpo.  A deusa, então, enviou ao evento uma maçã de ouro, na qual se podia ler a inscrição "pertencente a mais bela". As deusas Hera, Atena e Afrodite, responderam, então, ao desafio de Éris, se jogando sobre a maçã. Zeus, incapaz de escolher uma vencedora, atribuiu tal honra a Páris, príncipe de Troia, um mortal cujos dotes já estavam comprovados. Lidando com a causa, cada uma das deusas tentou atribuir um suborno a Páris, o que resultou em seu "julgamento".
Entre as muitas representações pictóricas desta história, estão a pintura pintada por Lucas Cranach e as famosas pinturas de Rubens. Na literatura, Homero faz alusão ao tema de forma mais austera enquanto o ramo da comédia trata como uma sátira e de forma mais ampla.

## Origem
Tal como acontece com muitos contos mitológicos, os detalhes variam de acordo com a fonte. A breve alusão ao julgamento na Ilíada mostrando que o episódio que iria iniciar a ação posterior já era familiar pelo público; uma versão mais completa foi contada na Cypria, uma obra perdida do ciclo épico, dos quais apenas fragmentos (e um resumo confiável) permanecem. Os escritores posteriores Ovídio, Lucian, a Bibliotheca e Higino, recontam a história com um olhar cético ou irônico. O mito apareceu no século VII a.C. em Cypselus, Olímpia e foi descrito por Pausânias desta maneira:
Hermes... trazendo para Alexandria Páris, filho de Príamo, que as deusas deve julgar a beleza, as palavras deles sendo: "Aqui é Hermes, que está levando Páris a Alexandria, para que ele possa arbitrar sobre a beleza de Hera, Atena e Afrodite".
O assunto foi favorecido por pintores de pinturas em vaso tão cedo quanto o século VI a.C. e manteve-se popular na arte grega e romana, antes de desfrutar de um renascimento significativo, como uma oportunidade de mostrar três mulheres nuas, no Renascimento.

## Mito
Ele narra que Zeus deu um banquete em comemoração ao casamento de Peleu e Tétis (pais de Aquiles). No entanto, Eris, deusa da discórdia não foi convidada, pois ela teria feito a festa desagradável para todos. Irritada com essa afronta, Eris chegou à festa com uma maçã de ouro do Jardim das Hespérides, que ela lançou na mesa, sobre o qual estava escrito καλλίστῃ (kallistēi, "para a mais bela").
Três deusas reivindicaram a maçã: Hera, Atena e Afrodite. Elas pediram a Zeus para julgar qual delas era mais merecedora, e eventualmente ele, relutante em favorecer qualquer uma, declarou que Páris, um mortal de Troia, julgaria o caso, pois ele havia recentemente mostrado sua lealdade exemplar em um concurso em que Ares em forma touro tinha derrotado o próprio touro premiado, e Páris, o pastor-príncipe, sem hesitação, galardoado com o prêmio para o deus.

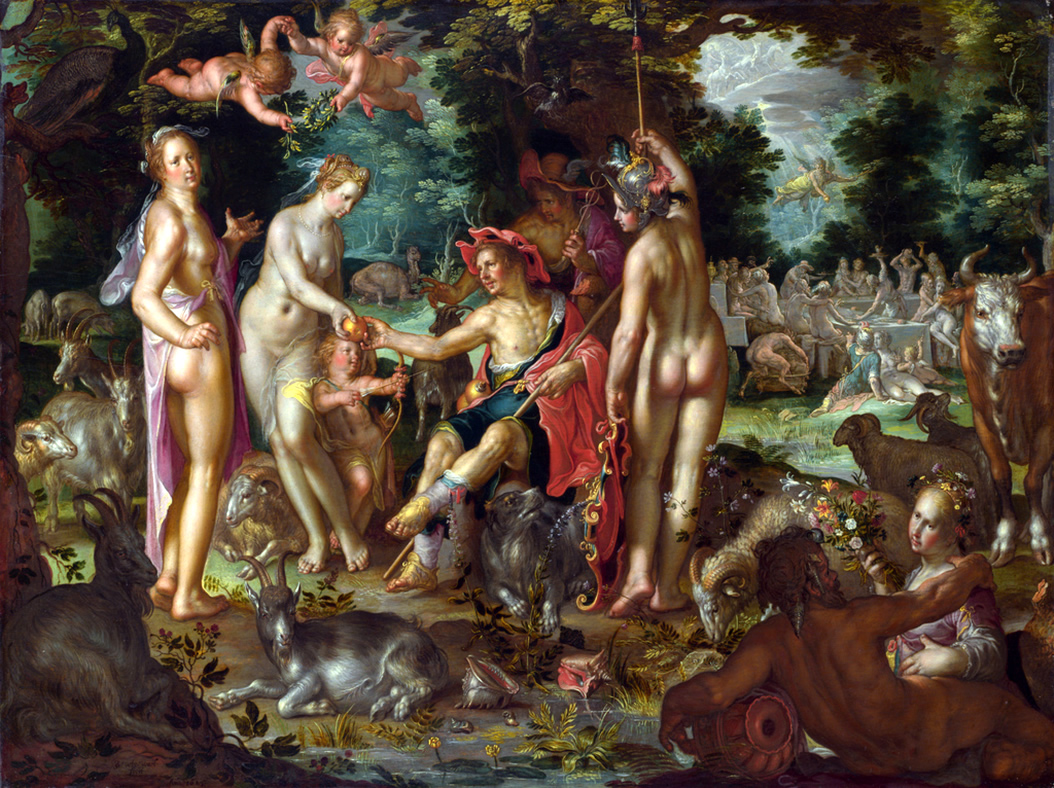
O Julgamento de Páris com a festa dos deuses em segundo plano.
por Joachim Wtewael, 1615,
na National Gallery.

Assim aconteceu que, com Hermes como seu guia, as três candidatas se banharam na primavera de Ida, e em seguida, foram ver Páris sobre o monte Ida, no momento do clímax que é o ponto crucial do conto. Enquanto Páris inspecionados elas, cada uma usa seus poderes para suborná-lo; Hera ofereceu-se (subornou) para fazê-lo rei da Europa e da Ásia, Atena também ofereceu (subornou) a sabedoria e habilidade na guerra, e Afrodite, que teve as graças e as horas para melhorar seus encantos com flores e música (de acordo com um fragmento do Cypria citado por Atenágoras de Atenas), ofereceu (como suborno) a mulher mais bonita do mundo, na época (Eurípides, Andrômaca, l.284, Helena l. 676). Esta foi Helena de Esparta, esposa do rei grego Menelau. Páris aceitou o presente de Afrodite e condecorado a maçã para ela, recebendo Helena, bem como a inimizade dos gregos e, especialmente, de Hera. As expedição dos gregos para recuperar Helena de Paris em Troia é a base mitológica da Guerra de Troia.
O tema mitológico do julgamento de Páris, naturalmente deu aos artistas a oportunidade de representar uma espécie de concurso de beleza entre três belas mulheres nuas , mas o mito, pelo menos desde Eurípides, tem sido visto como uma escolha entre os dons que cada deusa encarna. O suborno envolvido é irônico e o ingrediente final.
De acordo com uma tradição sugerida por Alfred J. Van Windekens,objetivamente, Hera era de fato a mais bonita, não Afrodite. No entanto, Hera era a deusa da ordem civil e das esposas traídas, entre outras coisas. Ela foi muitas vezes retratada como uma esposa megera, com ciúmes de Zeus, e que muitas vezes escapou de seus controles, traindo ela com outras mulheres, mortais e imortais. Ela tinha fidelidade e castidade na mente e teve o cuidado de ser modesta enquanto Páris a estava inspecionando. Afrodite, embora não fosse tão  bonita quanto Hera, era a deusa da sexualidade, e foi facilmente mais sexual e charmosa que ela. Assim, ela foi capaz de influenciar a Páris a julgá-la a mais bela. A beleza de Atena raramente é comentada nos mitos, talvez porque os gregos a colocaram como um ser assexuado, capaz de "superar" suas "fraquezas femininas" para tornar-se sábia e talentosa na guerra (ambos considerados domínios masculinos  pelos gregos). Sua raiva por ter perdido a faz unir aos gregos na batalha contra Troia de Páris, um evento chave no ponto de viragem da guerra.
Em um adendo moderno de 1965, no livro Principia Discordia, é dito que após ela jogar a maçã de ouro dentro do salão do banquete ela saiu e foi comer um cachorro quente. Sendo este pelos adeptos do discordianismo a causa da "esnobada original".